# Lendola
Lendola is een bestuurslaag in het regentschap Alor van de provincie Oost-Nusa Tenggara, Indonesië. Lendola telt 3270 inwoners (volkstelling 2010).